# دوغلاس تومبكينز
دوغلاس تومبكينز (بالإنجليزية: Douglas Tompkins)‏ هو رائد أعمال وعالم بيئة أمريكي، ولد في 20 مارس 1943 في كونو في الولايات المتحدة، وتوفي في 8 ديسمبر 2015 في بحيرة كاريرا العامة في تشيلي بسبب انخفاض درجة الحرارة.

## وصلات خارجية
- دوغلاس تومبكينز على موقع مونزينجر (الألمانية)